# Tinodes luhurensis
Tinodes luhurensis är en nattsländeart som beskrevs av Malicky 1995. Tinodes luhurensis ingår i släktet Tinodes och familjen tunnelnattsländor. Inga underarter finns listade i Catalogue of Life.